# Gateway Arch

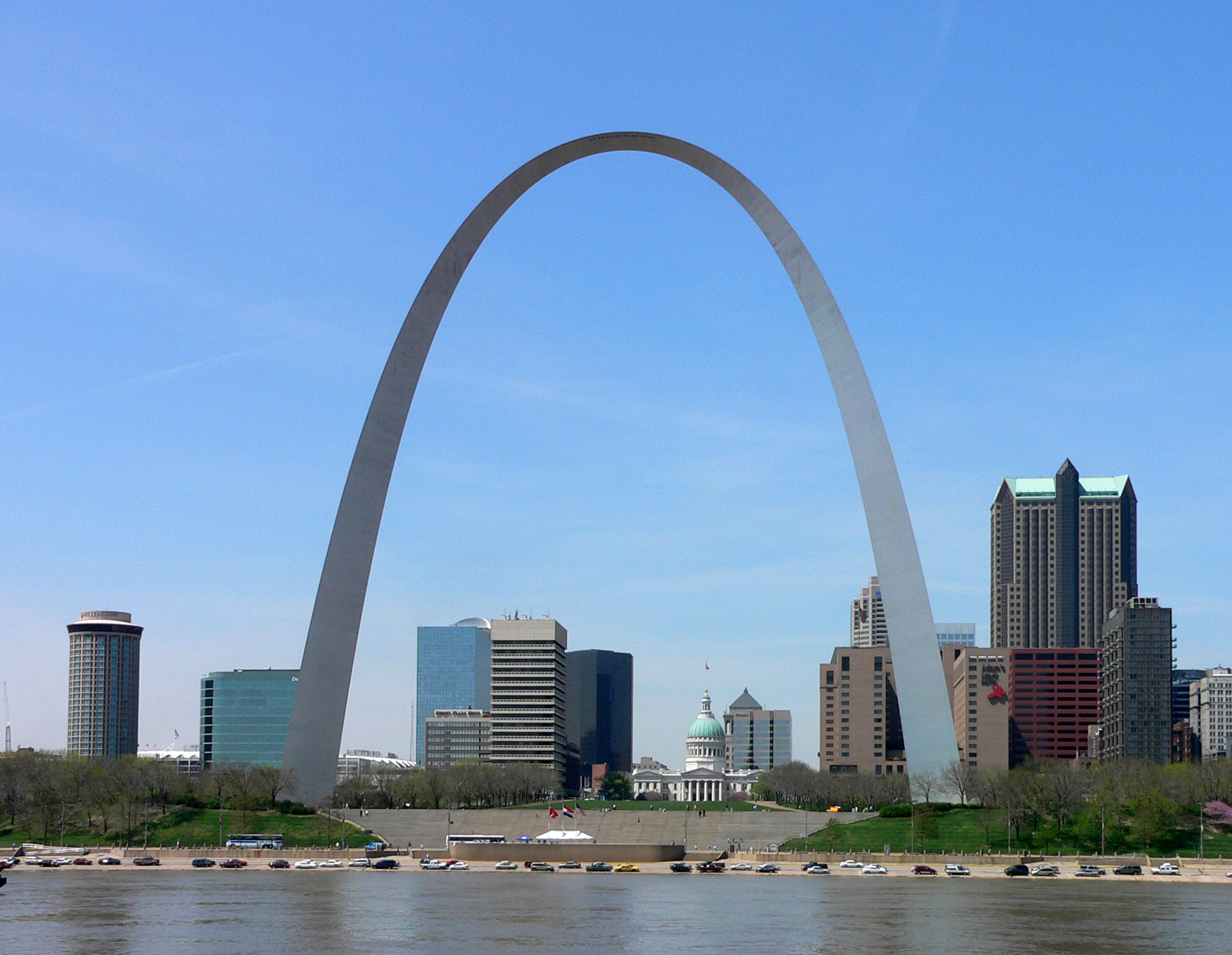
The Gateway Arch

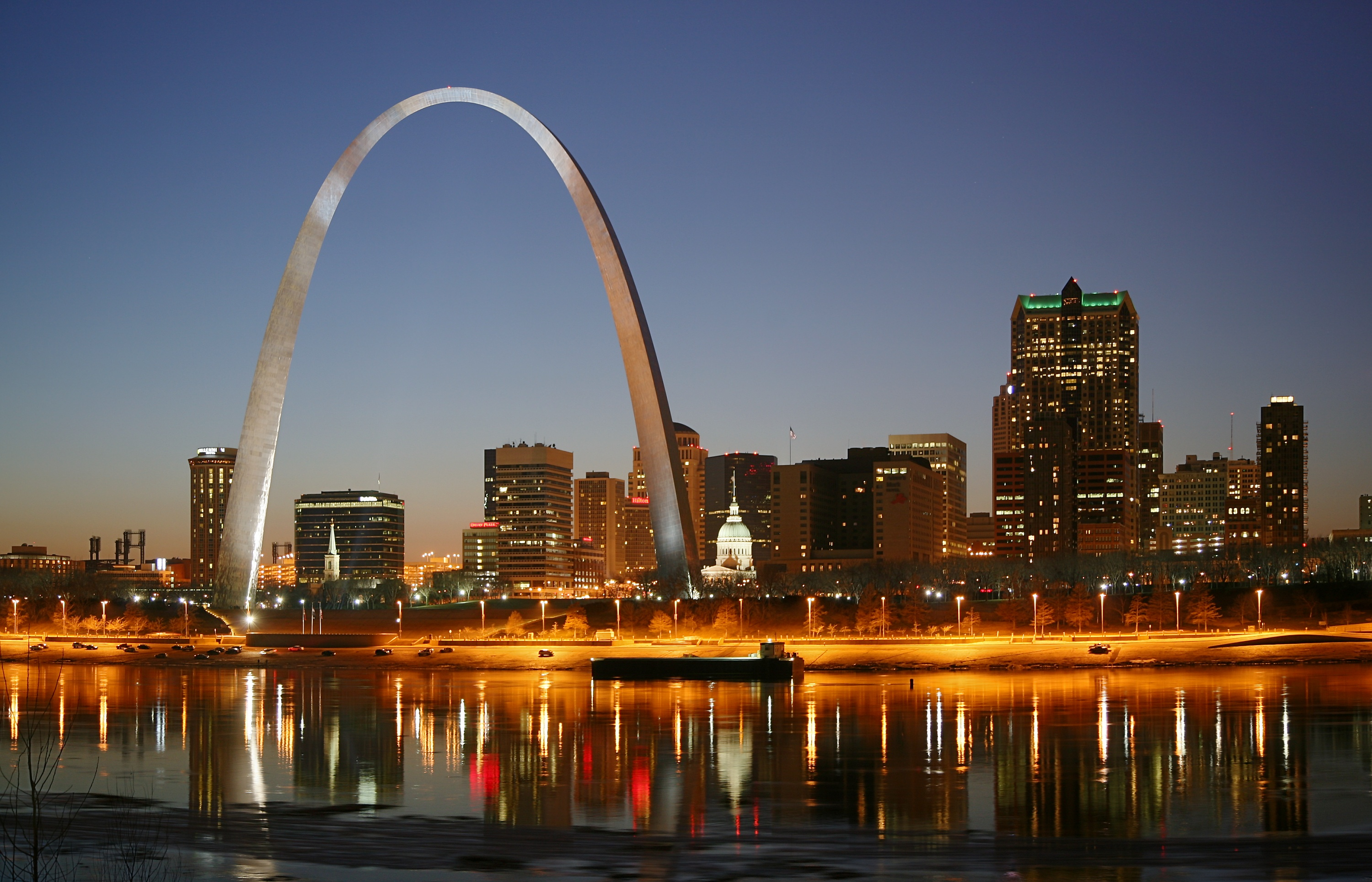
Budowla nocą

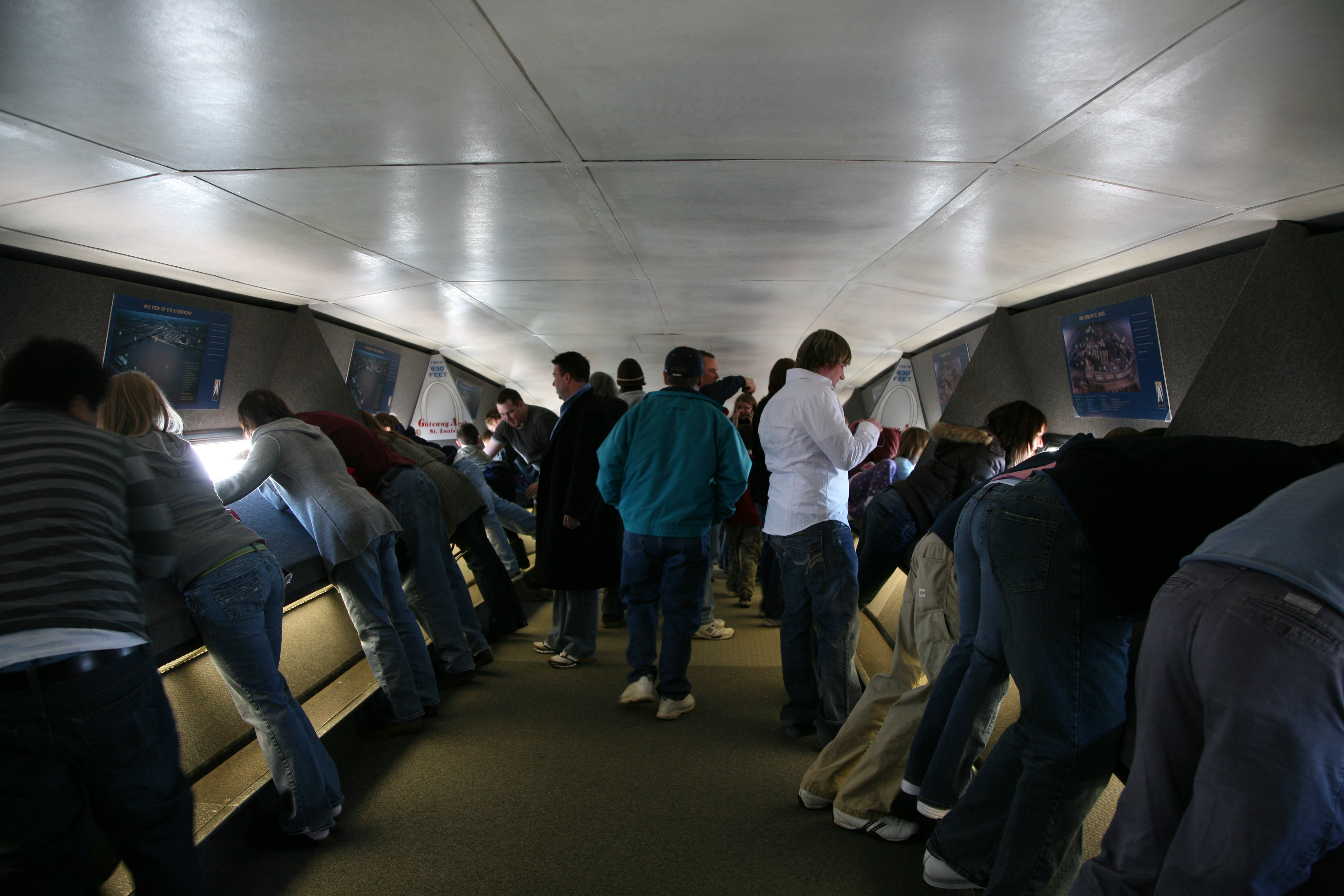
Wnętrze budowli dla obserwacji panoramy miasta

Gateway Arch (pol. Łuk Wjazdowy) – obiekt architektoniczny w kształcie łuku o wysokości 192 metrów, który znajduje się w Saint Louis w USA.
Jest położony na terenie Jefferson National Expansion Memorial, nad brzegiem rzeki Missisipi, w pobliżu miejsca, gdzie zakończyła się Ekspedycja Lewisa i Clarka. Określany jako Pomnik zdobywców Dzikiego Zachodu ma upamiętniać fakt, że St. Louis było miejscem, skąd na zachód wyruszali pierwsi osadnicy, przeprawiając się przez Missisipi.
Gateway Arch został zaprojektowany przez amerykańskiego architekta fińskiego pochodzenia Eero Saarinena i stał się symbolem Saint Louis. Budowa rozpoczęła się 12 lutego 1963, a zakończyła 28 października 1965. Całkowity koszt budowy wyniósł ok. 15 mln dolarów.
Gateway Arch to druga pod względem wysokości budowla w stanie Missouri zaraz po One Kansas City Place w Kansas City.

## Szczegóły konstrukcyjne budowli
Rozpiętość łuku przy podstawie wynosi 192 metry (tyle samo co jego wysokość) i jest kształtu krzywej łańcuchowej. Każda część, z której jest zbudowany łuk, to trójkąt równoboczny o boku 16,5 m przy podłożu, do 5,2 m w najwyżej położonym punkcie. Konstrukcja wykonana jest z dwupłaszczowych modułów stalowych o przekroju trójkątnym. Wewnętrzny płaszcz ze stali węglowej grubości 10 mm tworzy konstrukcję, natomiast zewnętrzny płaszcz ze stali nierdzewnej jest wykończeniem łuku. Nowatorska konstrukcja nie posiada wewnętrznego szkieletu nośnego; moduły są samonośne.